# 볼보 B11R
볼보 B11R(영어: Volvo B11R)은 볼보버스에서 2011년부터 생산 중인 대형버스이다.

## 엔진
D11A
- D11A370 - 273kW(370bhp), 1770Nm, 유로3
- D11A430 - 317kW(430bhp), 1970Nm, 유로3

D11C
- D11C330 - 243 kW (330 bhp), 1600 Nm, 유로5
- D11C370 - 272 kW (370 bhp), 1750 Nm, 유로5
- D11C410 - 302 kW (410 bhp), 1950 Nm, 유로5/EEV
- D11C450 - 332 kW (450 bhp), 2150 Nm, 유로5

D11K
- D11K380 - 280 kW (380 bhp), 1800 Nm, 유로6
- D11K430 - 316 kW (430 bhp), 2050 Nm, 유로6
- D11K460 - 339 kW (460 bhp), 2200 Nm, 유로6

## 경쟁 차종
자일대우버스
- 자일대우 BX212 로얄 하이데커
- 자일대우 BX212S 로얄 하이데커
- 자일대우 BX212M 로얄 플러스

기아
- 기아 뉴 그랜버드 이노베이션 그린필드
- 기아 뉴 그랜버드 선샤인
- 기아 뉴 그랜버드 이노베이션 선샤인
- 기아 뉴 그랜버드 이노베이션 실크로드

현대자동차
- 현대 유니버스 익스프레스 노블
- 현대 뉴 프리미엄 유니버스 스페이스 럭셔리
- 현대 뉴 프리미엄 유니버스 익스프레스 노블
- 현대 뉴 프리미엄 유니버스 익스프레스 프레스티지
- 현대 뉴 프리미엄 유니버스 노블
- 현대 뉴 프리미엄 유니버스 노블 EX